# 小真名子山
小真名子山（こまなこさん）は日光国立公園内、栃木県日光市にある山。標高2,323m。三等三角点「小真名子山」（標高2,322.9m）が設置されている。第四紀の溶岩円頂丘である。政府機関文書では「こまなこさん」と濁らない読み方で記載されているが、一般には「こまなごやま」とも呼ばれる。また、大真名子山と対で呼ぶ際は「おおまなこ、こまなこ」と濁らないようである。
日光連山（日光表連山）を代表する一峰で、大真名子山と帝釈山の間に位置し、両山間は登山道で結ばれている。関東地方南部地域からも女峰山と大真名子山の間に隠れるように山頂部の輪郭のみよく見える。

## 山名
小真名子山という山名は、男体山、女峰山の孫山「愛子（まなご）」に由来すると言われている。広く関東一円からその山容を見ることができる大真名子山に対し、本山は女峰山と大真名子山の間に隠れてあまり見えないこと、またその山頂標高もやや低いことから小真名子山と名付けられた。

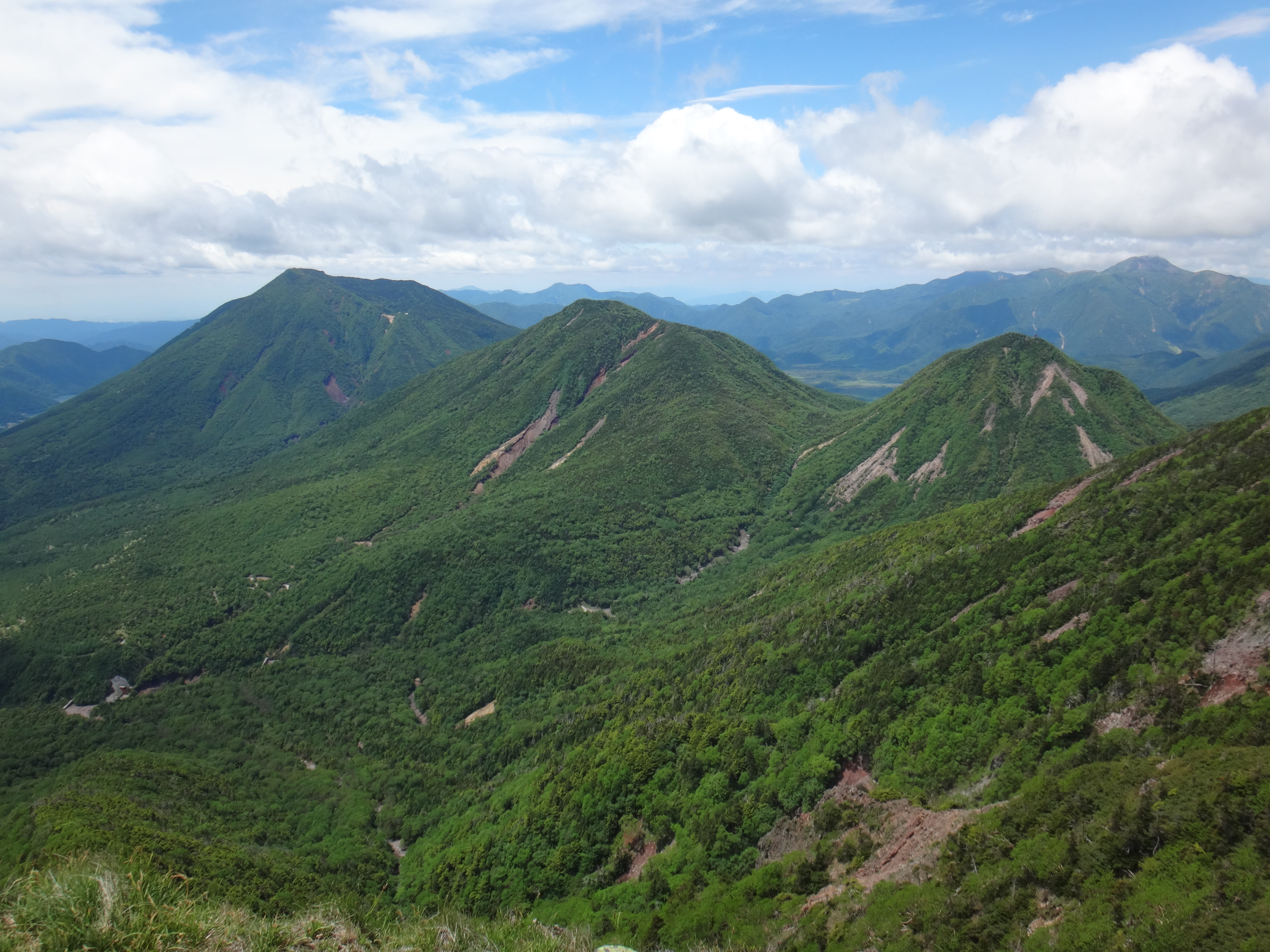
左から男体山、大真名子山、小真名子山、日光白根山(右奥)

## 登山
日光表連山を結ぶ縦走路が整備されている。奥日光から入る場合は「志津乗越（志津峠）」が登山口となる。大真名子山から小真名子山間は約1時間30分程度、小真名子山から富士見峠を経て帝釈山までは約2時間のコースである。山頂部では木々により眺望は悪いが、富士見峠に向かった場所に展望がある。
山頂に小真名子山神社がある。